# 피오 바로하

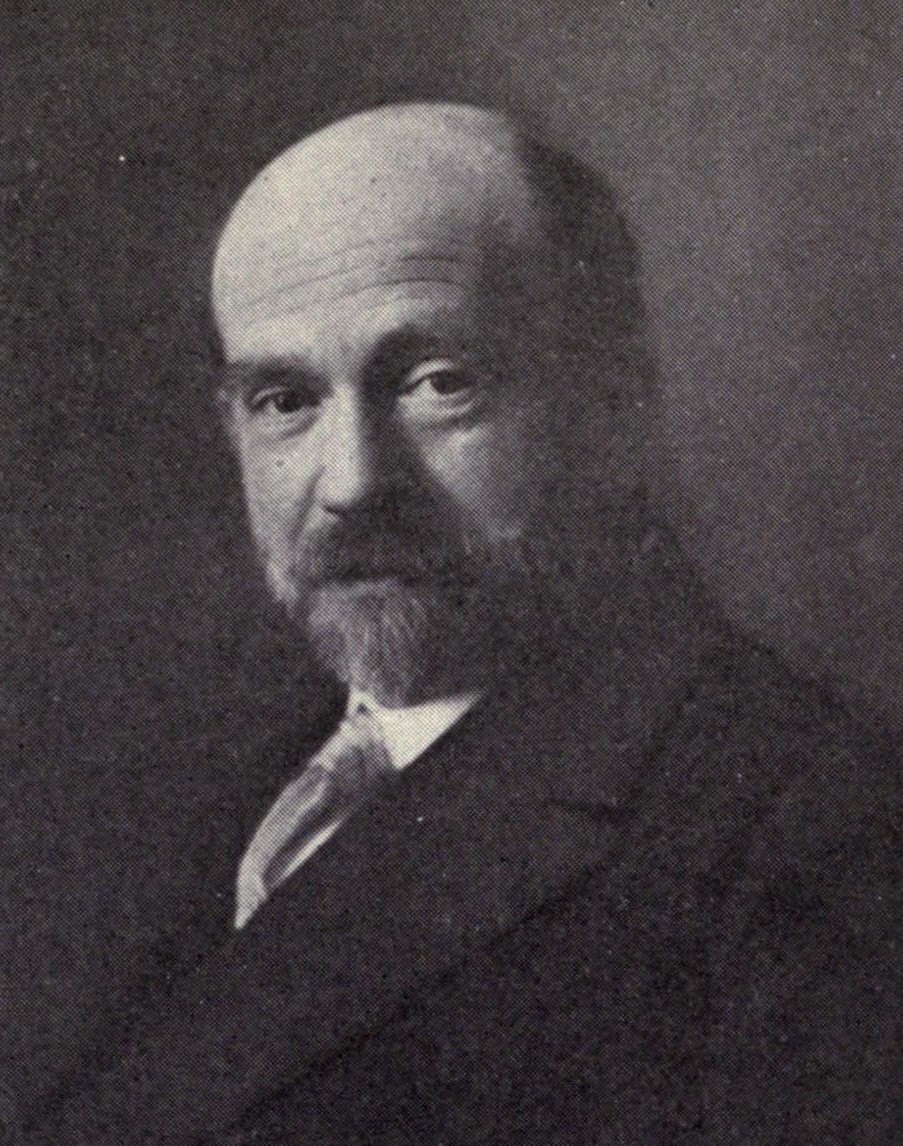

피오 바로하(Pío Baroja y Nessi, 1872년 12월 28일 – 1956년 10월 30일)는 에스파냐의 소설가이다.
페레스 갈도스 이후 20세기 전반(前半)의 대표적인 에스파냐 작가로 다작의 인물이었다. 바로하 소설의 본질은 플롯이나 성격 분석, 또는 그 줄거리의 형태에서는 찾아볼 수 없고 줄거리의 흐름이나 움직임이 먼저 앞선다. 그리하여 작자 자신은 거리를 두고 그 움직임을 관찰하는 것이다. 그것은 향토인 바스크 지방을 소재로 한 <아이스고리가(家)>(1900)나 <모험아 사라카인>(1909) 등 초기의 작품으로부터, 하급사회를 취급한 <인생의 투쟁>(1904), 역사소설 <행동가의 회상>(1935), 내적생활의 <환상적 생활>(1902)에 이르기까지 그의 소설의 특징으로 되어 있다. ‘98년 사조’작가의 한 사람인 바로하는 에스파냐 퇴폐를 냉정히 관찰한 비판자였다.